# Carex callitrichos
Carex callitrichos är en halvgräsart som beskrevs av V.I. Kreczetowicz. Carex callitrichos ingår i släktet starrar, och familjen halvgräs.

## Underarter
Arten delas in i följande underarter:
- C. c. callitrichos
- C. c. nana